# Srezojevci
Srezojevci (en serbe cyrillique : Срезојевци) est un village de Serbie situé dans la municipalité de Gornji Milanovac, district de Moravica. Au recensement de 2011, il comptait 340 habitants.

## Démographie
| 1948 | 1953 | 1961 | 1971 | 1981 | 1991 | 2002 | 2011 |
| ---- | ---- | ---- | ---- | ---- | ---- | ---- | ---- |
| 788  | 829  | 840  | 781  | 692  | 578  | 424  | 340  |

|  |